# 石岩 (萬曆進士)
石岩（1559年—？），字伯瞻，號衡麓，山東青州府益都縣人，民籍，明朝政治人物。

## 生平
萬曆十年（1582年）壬午科山東鄉試十名，萬曆十四年（1586年）丙戌科會試一百三名，登三甲第二百十五名進士。刑部观政，本年十二月养病，十六年八月授直隶枣强县知县，十八年革职为民。

## 家族
曾祖石存仁，曾任知縣；祖父石琚，亞元，贈奉直大夫易州知州，加贈奉議大夫戶部員外郎；父石繼節，曾任河南汝寧府同知。前母張氏（贈宜人）；齊氏（封宜人）。慈侍下。兄石嶠（太学生）、石䃛（廪生）。弟石峻（生员）、石崙、石嶽、石岑。